# Hanna Szymanderska
Hanna Maria Szymanderska (ur. 12 stycznia 1944 w Rykach, zm. 21 września 2014 w Skarżysku-Kamiennej) – polska publicystka, autorka książek kulinarnych.

## Życiorys

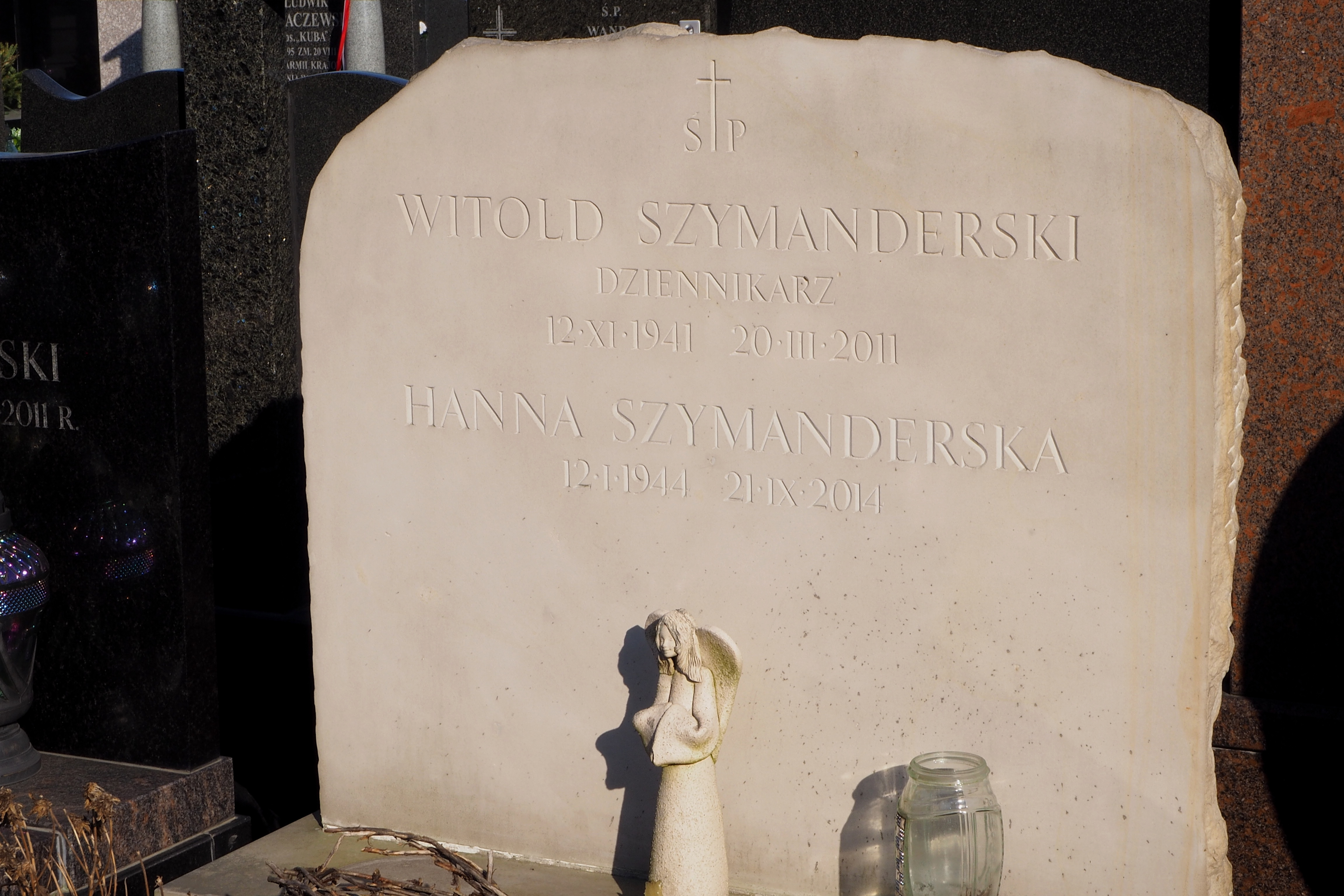
Grób Hanny i Witolda Szymanderskich na Cmentarzu w warszawskich Pyrach

Była autorką ponad 30 książek kucharskich i popularyzatorką kuchni regionalnych, pierwszą książkę 200 potraw z warzyw napisała w 1974 r., problemy z cenzurą spowodowały, że ukazała się ona drukiem dopiero w 1979 r. Mimo sukcesu książki po jej wydaniu, owe kłopoty z cenzurą zniechęciły Hannę Szymanderską do pisania. Powrót do publikacji kulinarnych został wymuszony potrzebą życiową po tym, jak w 1982 r., w stanie wojennym, ona i mąż stracili pracę, zarabiała pisząc na zamówienie felietony kulinarne. Od 1992 związana z wydawnictwem Prószyński i S-ka, które większość jej książek wydało w serii Biblioteka Poradnika Domowego.
Zginęła w wypadku samochodowym, wraz z kucharzem Grzegorzem Komendarkiem, na drodze ekspresowej S7 w Skarżysku-Kamiennej. 26 września 2014 została pochowana na cmentarzu parafialnym w Pyrach.

## Życie prywatne
Była żoną dziennikarza Witolda Szymanderskiego (1941-2011), z którym miała córkę Urszulę.

## Nagrody i wyróżnienia
W 2003 roku wyróżniona nagrodą Ministra Rolnictwa za dzieło „Encyklopedia polskiej sztuki kulinarnej”. Kolejną nagrodę ministra otrzymała w 2006 roku za książkę „Kuchnia polska: potrawy regionalne”. W 2007 roku była laureatką Oskara Kulinarnego (najwyższego odznaczenia przyznawanego przez branżę gastronomiczną w Polsce) za książkę „Dania z anegdotą”. Jej imię noszą Mistrzostwa Kulinarne odbywające się od 2016 w Warszawie.

## Publikacje
- 1979: 200 potraw z warzyw
- 1987: Polska Wigilia
- 1987: Błogosław Ojczyźnie, wyrwij ją z niewoli ... : polskie kolędy patriotyczne 1831-1983, wybór i opracowanie: Hanna i Witold Szymanderscy, [Warszawa], Wydawnictwo Społeczne - KOS, [1987] (r. wyd. za Biblioteką Narodową), seria: Biblioteka Literacka
- 1989: Polska Wielkanoc: tradycje, zwyczaje, potrawy
- 1989: Polska kuchnia myśliwska
- 1994: 100 potraw na różne sposoby
- 1994: 100 potraw ze śledzia
- 1996: Ziemniaki w mojej kuchni: 124 przepisy
- 1997: Kuchnia pachnąca ziołami
- 1999: Sekret kucharski, czyli co jadano w Soplicowie
- 1999: Smakosz warszawski: potrawy dawne i nowe
- 2001: Cytrusy w twojej kuchni: 107 przepisów
- 2001: Lane, leniwe, śląskie: 121 przepisów
- 2003: Encyklopedia polskiej sztuki kulinarnej: 2400 przepisów
- 2003: Polskie tradycje świąteczne
- 2003: Kuchnia stara jak świat
- 2004: Herbata
- 2004: Kuchnia polska: potrawy regionalne
- 2004: Krupniki, likiery i nalewki
- 2004: Dania jednogarnkowe
- 2005: Bakłażan, cukinia, patison: przepisy na pyszne potrawy
- 2005: Na polskim stole. Przepisy i tradycje szlacheckie
- 2006: Dania z anegdotą
- 2006: Kuchnia pachnąca przyprawami
- 2007: Poznaj nowe smaki. Mieszanki przyprawowe
- 2007: Kuchnia postna. Przepisy dawne i nowe
- 2008: Chleb nie tylko ze smalcem: 74 przepisy
- 2007: Przewodnik po kuchni europejskiej
- 2008: Śluby polskie. Tradycje, zwyczaje, przepisy
- 2009: Przepisy na kaca
- 2009: Pierogi świata
- 2009: Burrito, papatacz, bubliczki... Co się pod tym kryje?
- 2009: Polska kuchnia tradycyjna
- 2010: Domowe nalewki
- 2010: Kanon Tradycyjnej Kuchni Polskiej: Przekąski, czyli sałaty, pasztety, galarety i nie tylko
- 2010: Kanon Tradycyjnej Kuchni Polskiej: Zupy - klasyczne, przecierane, owocowe, na zimno i na gorąco
- 2010: Kanon Tradycyjnej Kuchni Polskiej: Makarony, pierogi i naleśniki oraz inne dania z mąki, kaszy i ryżu
- 2010: Kanon Tradycyjnej Kuchni Polskiej: Jajka i sery, czyli najlepsze omlety, zapiekanki i sałatki
- 2010: Kanon Tradycyjnej Kuchni Polskiej: Warzywa, czyli sprawdzone receptury na ziemniaki, kapustę, pomidory i wiele innych
- 2012: Prawdziwa Kuchnia Polska
- 2013: 750 tradycyjnych polskich potraw
- 2014: Z łąki na talerz
- 2014: Kucharz Doskonały. Dziedzictwo kulinarne w pracy nauczycieli szkół gastronomicznych (współredaktor)